# Cantonul Mur-de-Barrez
Cantonul Mur-de-Barrez este un canton din arondismentul Rodez, departamentul Aveyron, regiunea Midi-Pyrénées, Franța.

## Comune
- Brommat
- Lacroix-Barrez
- Mur-de-Barrez (reședință)
- Murols
- Taussac
- Thérondels